# Daniel Berehulak
Daniel Berehulak (Sydney, 1975) é um fotógrafo e fotojornalista australiano. Em 2015, venceu o Prêmio Pulitzer de fotografia.